# Pacific Flier
Pacific Flier fue una aerolínea cuya base de operaciones principal era en Koror (Palaos) y tenía bases secundarias en Brisbane (Australia) y Guam. Operaba con un Airbus A310-300. 

## Historia
Pacific Flier se fundó en 2009 y originalmente quería construir una red de rutas en el Pacífico con un Boeing 737 alquilado. Estos planes se descartaron rápidamente y el inicio de las operaciones con un A310-300 desde Palaos a Tokio-Narita y a Angeles, cerca de Manila, se fijó inicialmente para el 15 de enero de 2010. Sin embargo, el inicio de las operaciones no se produjo según lo previsto y unos meses más tarde, el 28 de abril de 2010, se intentó reiniciarlas, también con un A310-300 pero con una red cambiada: en lugar de Tokio, Brisbane y Guam estaba ahora conectada a Palaos. Desde Koror, esta red de rutas incluía los aeropuertos de Angeles (cerca de Manila), Guam, Brisbane y Gold Coast en Australia. Pacific Flier se traduce como "Pacific Flier". Sin embargo, este intento de arranque también fue cancelado tras un breve periodo de funcionamiento. Luego se programó un reinicio para septiembre de 2010, pero no se implementó.
El único avión, un Airbus A310-300, se alquiló a la empresa portuguesa HiFly. El avión tenía un sistema de dos clases con una clase económica y doce asientos en clase ejecutiva que se pueden colocar en posición horizontal. El Airbus recibió servicio en Brisbane y ópticamente estaba provisto de una librea mixta que llevaba componentes aún más grandes del operador anterior Oman Air.

## Destinos
Pacific Flier operaba a los siguientes destinos al 31 de marzo de 2010:
| Países    | Destinos          | Aeropuertos                                 |
| --------- | ----------------- | ------------------------------------------- |
| Australia | Brisbane          | Aeropuerto de Brisbane                      |
| Filipinas | Ángeles/Mabalácat | Aeropuerto Internacional de Clark           |
| Palaos    | Koror             | Aeropuerto Internacional Roman Tmetuchl HUB |